# 아즈마야 코유키
아즈마야 코유키(권설화)(일본어: 東谷 小雪, Koyuki Azumaya)는 요시자키 미네의 만화 작품인 《케로로 중사》의 등장하는 인물로, 애니메이션에서 성우는 히로하시 료, 루시 크리스천, 김서영이 각각 일본과 북미, 대한민국에서 맡았다.

## 인물
케로로 중사의 등장인물로 시노비노촌(일본어: 忍野村)이라는 닌자 마을에서 태어났다. 현재 킷쇼학원 중등부 2학년 A반에 진핵중이며, 출석번호 53번이다.
「코유키」라는 이름은 무쿠로가 만들어 준 것으로, 우연히 눈이 오는 날, 코유키가 아직 이름이 없다는 것을 알고 눈에서 이름을 따서 코유키(雪)가 되었다. 파트너는 도로로이다.

### 모습 및 복장
머리카락과 눈동자의 색은 청록색으로 머리에는 빨강보다 조금 밝은 색의 리본을 묶고 있다. 키는 158cm, 몸무게는 45kg이다. 복장은 닌자 옷을 입는 경우도 있지만, 대부분 사복을 입는 경우이다. 학교 등하교 시에는 세일러 복을 입고 있다. 이 옷은 마을을 떠날 때 동료에게 받은 것이다.

### 성격
밝고 활발하다. 친구를 소중히 하는 성격으로, 특히 나츠미와 관련된 일이라면 뭐든지 하려고 한다. 그리고 남의 말을 쉽게 믿어서, 애니메이션 54화 A 파트에서 시대 착오적인 작품에 감동을 해 나츠미와 테니스로 대결하였다. 케로로에게는 말투가 상당히 좋다.
오랫동안 닌자 세계에서 살았던지라, 보통 사람과 차이가 있다. 예를 들면 나츠미와 잠옷 파티를 할 때 간식으로 도롱뇽 말린 것을 가져오거나, 뱀을 가져오는 등 했으며 파르페를 먹으러 갔을 때에는 건물 밖을 걸어 가려고 했었던 적도 있다. 본인은 나름 웃긴 이야기라고는 하지만, 도로로를 제외하고는 아무도 재미있어 하지 않는 닌자만의 말장난을 하기도 한다.이 말장난은 다소누마소(한국:댄스는 맨홀)의 막나가기 개그와 똑같은 성질을 가지고 있어서 댄스는 맨홀의 아들 댄스는맨홀 2세가 웃다가 쓰러질 정도라고

### 도로로와의 만남
코유키가 건 덫에 걸린 도로로를 최초 발견한 인물로, 그 당시 도로로를 갓파로 오해를 했었다. 후에 킷쇼 학원에 전학하여, 거기서 히나타 남매가 케로로 소대와 같이 산다는 것을 알아채고, 도로로가 소대원과 같이 합류하는 것을 돕게 된다.

### 현재 생활
현재는 도로로와 함께 침략 우주인에게서 지구를 지키는 활동을 하고 있다. 케로로 소대와는 우호적 관계가 있으나, 가끔 그들에게 신세를 지기도 한다. 원작과 소설판에서는 히나타가 근처에서 살고 있지만, 애니메이션에서는 물레방아 오두막에서 살고 있다. 전학 기간이 한참 지났는데도 교복을 입지 않는 이유에 대해서는 알 수가 없다.

### 인간관계

#### 나츠미와의 관계
킷쇼 학원으로 전학을 왔을 때 히나타 나츠미를 만나, 친구로써 사이 좋게 지나고 있다. 하지만 원작에서는 오히려 친구라는 관계를 넘어 연애(동성애)를 한다는 설정이었다. 나츠미는 코유키가 자신에게 연애감정을 느낀다고 느낄 때에는 항상 당황을 한다. 원작에서는 이 둘의 상관도에서 금단의 사랑이라고 칭했다. 나츠미에게는 발렌타인데이 때 초콜릿을 줬던 적도 있다. 그런 이유로 나츠미를 동경하는 기로로에게는 질투의 대상이 되어, 타마마가 모아를 “그 여자”로 생각하는 것과 같이, 기로로도 코유키를 그런 인물로 여기고 있다. 둘은 무언가가 겹치는 부분이 있어서, 두 번 정도 결투를 벌인 적도 있었다. 원작에서는 나츠미를 “나츠미”라고 부르지만, 애니메이션에서는 “나츠미씨(일본어: 夏美さん)”이라고 부른다.

#### 그 밖의 인물과의 관계
첫 등장할 때 반 친구를 “나츠미의 라이벌”이라고 인식했지만, 지금은 나츠미와 함께 반의 일원으로 여기고 있다. 이는 애니메이션 26화와 118화 A파트를 참고. 또 히나타 가의 할머니인 아키나를 “할머니”라고 부른다. 도로로 이외의 케로로 소대의 멤버에 대해서는 특별한 생각이 없고, 단순히 “도로로의 친구”로 인식하고 있다.

### 능력
닌자이기 때문에 운동신경은 상당하며, 나츠미와 동등, 그 이상의 능력을 가지고 있다. 체조 경기는 코유키가, 테니스나, 하네츠키는 나츠미가 더 뛰어난 능력을 가지고 있다. 코유키의 변장술은 매우 고도의 기술이여서, 원작에서 모모카로 변했을 때에는 폴조차도 그것을 알지 못했다. 또 후각이 매우 날카롭고, 쿠루루의 발명품을 이용하여도 코유키를 속이는 것은 힘들다. 뛰어난 연기력을 소유하고 있기도 하며, 국어에서 매우 뛰어난 능력을 가지고 있다. 또 옛 고문을 술술 외므로, 이쪽의 지식도 있다고 생각된다. 하지만 일본의 전통행사에 대해서는 전혀 모른다. 창칼을 쥘 때에는 왼손을 식사는 오른손으로 한다. 그러나, 주먹밥을 만들려면, 겉이 매우 딱딱하게 만든다. 코유키와 도로로가 서로 마주보고 식사를 하는 장면이 자주 나온다.최근들어 도로로가 밥을 짓는것임이 밝혀졌다

### 마을 조직 해체
뛰어난 기술을 가지고 있는 코유키지만, 원작과 애니메이션에서는 모두 수행 부족으로 생각하게 만드는 행동을 한다. 예로 타인에게 자신이 닌자라는 것을 들켜서는 안되는 것이지만, 코유키는 식당에서 장도칼을 날리거나 천장에 붙어 있었던 적도 있어 이 금기 사항을 깨고 있다. 사회 상식도 약간 부족하기 때문에 지하철 위 짐을 놓는 곳이 앉는 자리인 줄 알고 들어간 적도 있다. 코유키의 수행이 부족한 가장 큰 이유는 도중 마을 조직이 해체되었기 때문이다.

## 참고
1. ↑  케로로 중사 애니메이션 165화 B파트를 참고.
2. ↑  《케로로 중사 비밀, 초백과》에서
3. ↑  원작 7권과 13권 참고.

## 같이 보기
- 케로로 군조의 등장인물
- 도로로
- 히나타 나츠미